# مالفيتشينو
مالفيتشينو (بالإيطالية: Malvicino)‏ هي بلدية في مقاطعة ألساندريا في إقليم بييمونتي في إيطاليا.

## السكان
في سنة 1861 بلغ عدد السكان 316 نسمة، وتطور العدد ليصل في سنة 2011 لـ 84 نسمة.
يظهر هذا المخطط البياني تطور النمو السكاني لـ مالفيتشينو